# Aeroportul Juan Gualberto Gómez
Aeroportul Juan Gualberto Gómez (IATA: VRA, ICAO: MUVR) este un aeroport din Matanzas, Matanzas Province⁠(d), Cuba ce deservește zona Varadero⁠(d). A fost deschis în 1989 și numit după Juan Gualberto Gómez⁠(d).
Situat la o altitudine de 64 m, aeroportul dispune de 1 pistă.

## Infrastructură

### Piste
Aeroportul dispune de o singură pistă. Pista 06/24 are suprafața de asfalt și dimensiunile 3.502 m × 45 m. 